# 행정명령

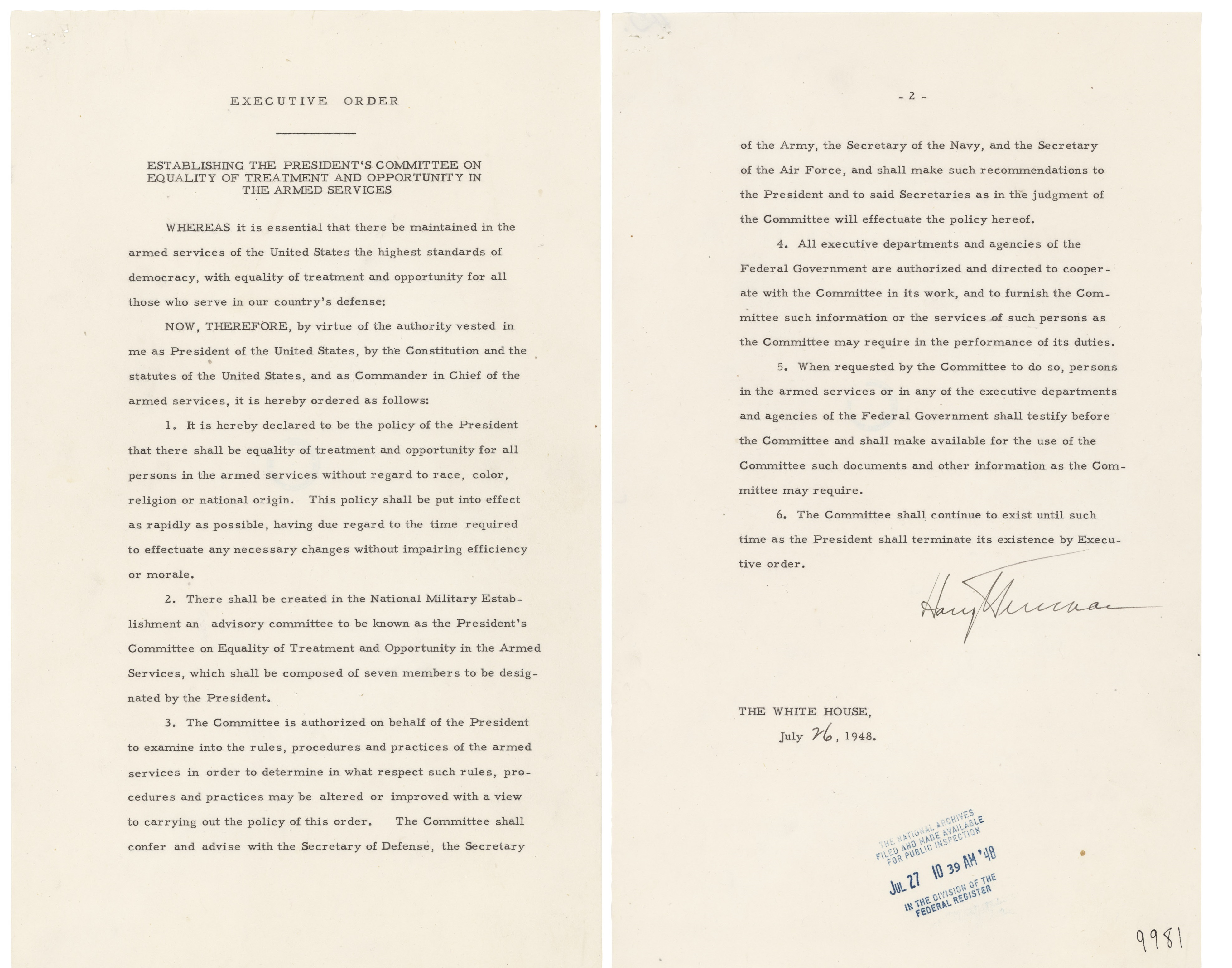
1948년의 예시

행정명령(영어: Executive order)은 국가의 연방 행정 운영을 관리하기 위해 국가원수나 정부 수반이 발표하는 지시이다. 행정명령의 구조와 권한은 국가마다 다르지만, 일반적으로 지도자들이 정부 기관을 지시하고, 정책을 시행하며, 새로운 입법 없이 긴급 상황에 대응할 수 있도록 한다. 많은 시스템에서 이러한 명령의 합법성은 헌법적 또는 입법적 제한 및 사법심사의 대상이 된다. 이 용어는 특히 미국과 같은 대통령제와 관련이 깊으며, 대통령 행정명령은 대통령의 행정부 내에서 법적 효력을 갖는다.
미국에서 행정명령은 미국 대통령이 미국 연방 정부의 운영을 관리하기 위해 내리는 대통령 지시이다. 행정명령은 연방 정부의 행정부에만 구속력이 있다. 행정명령의 법적 또는 헌법적 근거는 여러 출처를 가지고 있다. 미국의 헌법 제2조는 대통령에게 광범위한 행정 및 집행 권한을 부여하여 법을 시행하거나 연방 정부 행정부의 자원과 직원을 관리하는 방법을 재량껏 결정할 수 있도록 한다. 이러한 명령을 내릴 재량권의 위임은 의회법 또는 헌법 자체에 의해 명시적이거나 묵시적으로 뒷받침되어야 한다. 대다수의 행정명령은 대통령이 발행하기 전에 연방 기관에 의해 제안된다.
입법 법률과 정부 기관이 공포한 규제와 마찬가지로, 행정명령은 사법심사의 대상이 되며, 법령이나 미국의 헌법에 의해 뒷받침되지 않는 경우 무효화될 수 있다. 일부 정책 이니셔티브는 입법부의 승인을 필요로 하지만, 행정명령은 정부의 내부 업무에 상당한 영향을 미치며, 법률이 어떻게 어느 정도까지 시행될 것인지 결정하고, 긴급 상황에 대처하며, 전쟁을 수행하고, 일반적으로 광범위한 법령의 시행에서 정책 선택을 미세 조정한다. 미국 대통령은 미국의 국가 원수이자 정부 수반이며, 동시에 미군 최고사령관으로서 행정명령을 발령할 수 있는 유일한 인물이다.
대통령의 행정명령은 일단 발령되면, 취소되거나, 폐기되거나, 불법으로 판결되거나, 그 조건에 따라 만료될 때까지 유효하다. 언제든지 대통령은 현 대통령이 내린 명령이든 전임자가 내린 명령이든 관계없이 모든 행정명령을 폐기, 수정하거나 예외를 둘 수 있다. 일반적으로 새로운 대통령은 취임 후 첫 몇 주 동안 유효한 행정명령들을 검토한다.
많은 국가에서 행정명령에 대한 메커니즘을 가지고 있지만, 그 구조와 법적 권한은 국가마다 다르다. 영국과 캐나다에서는 추밀원칙령으로 알려진 행정 조치가 군주나 총독이 장관의 조언에 따라 발령하며, 법적 또는 대권적 권한에 근거할 수 있다. 프랑스, 인도, 러시아에서는 행정부가 종종 긴급하거나 행정적인 목적을 위해 일시적인 입법 권한이나 법령을 발령할 수 있는 능력을 부여받으며, 이는 승인 또는 사법심사의 대상이 된다.

## 미국의 헌법적 근거
미국의 헌법에는 행정명령의 사용을 명시적으로 허용하는 조항이 없다. 제 2조, 제 1항, 제 1항에는 단순히 "행정권은 미합중국 대통령에게 있다"고 명시되어 있다. 제 2항과 제 3항은 "그는 법률이 충실히 집행되도록 주의해야 한다"를 포함하여 대통령의 다양한 권한과 의무를 설명한다.
미국 연방 대법원은 미국 대통령의 모든 행정명령은 특정 권한을 부여하는 조항에서든, 의회가 행정부에 위임한 권한에서든, 헌법에 의해 뒷받침되어야 한다고 판결했다. 특히, 이러한 명령은 미국 헌법 제2조에 뿌리를 두거나 의회가 법률로 제정한 것이어야 한다. 이러한 명령을 저지하려는 시도는 때때로 성공적이었는데, 이는 그러한 명령이 대통령의 권한을 초과했거나 입법을 통해 더 잘 처리될 수 있었기 때문이다.
연방 관보 사무소는 백악관으로부터 서명된 원본을 받은 후 행정명령에 순차 번호를 부여하고, 매일의 연방 관보와 최종적으로는 미국 연방 규정집 제3편에 행정명령의 본문을 인쇄하는 역할을 한다.

## 형식
미국에서 행정명령은 일반적으로 "나(I)"와 "나를(me)"과 같은 대명사를 포함하는 일인칭 이야기로 작성된다. 각 명령은 제목, 발행일, 고유한 숫자 식별자를 가지며, 명령은 연속적으로 번호가 매겨진다. 이 세 가지 요소는 일반적으로 문서의 시작 부분에 나타나지만, 역사적인 문서에서는 날짜나 숫자 식별자가 끝에 나타나기도 한다. 명령의 서문은 일반적으로 발행자의 권한을 나타내는 문구로 시작한다. 예를 들어: "미합중국 헌법과 법률에 의해 대통령으로서 나에게 부여된 권한으로, 다음과 같이 명령한다 [...]" 때로는 서문이 더 길고, 발행자의 법적 근거를 포함할 수도 있다.
문서의 본문은 일반적으로 번호 또는 문자로 된 섹션과 하위 섹션으로 나뉜다. 미국 변호사 협회에 따르면, "[섹션]은 명령, 명령을 실현하기 위한 조치 단계, 그리고 연구 또는 평가와 같은 다른 지시를 명시하며, 하위 섹션은 관련 정의를 포함하여 추가 세부 정보를 추가합니다." 명령의 마지막 섹션은 일반적으로 행정적이며, 연방 관보에 명령을 게시하라는 지시를 포함한다.

## 역사 및 사용
윌리엄 헨리 해리슨을 제외하고, 1789년 조지 워싱턴 이후의 모든 대통령들은 일반적으로 행정명령으로 묘사될 수 있는 명령을 발행했다. 처음에는 정해진 형식이 없었기 때문에 형식과 내용이 다양했다.
첫 번째 행정명령은 1789년 6월 8일 워싱턴이 발표했으며, 연방 부처장들에게 그들의 분야에서 "미국의 업무에 대한 완전하고 정확하며 명확한 일반적인 아이디어를 심어줄 것"을 지시했다.
정치학자 브라이언 R. 더크에 따르면, 가장 유명한 행정명령은 에이브러햄 링컨 대통령이 1862년 9월 22일에 발표한 노예 해방 선언으로, 이 선언의 일부에는 육군, 해군 및 기타 행정 부서에 대한 명시적인 지시가 포함되어 있었다.
노예 해방 선언은 그 당시에는 다소 이례적인 행정명령이었다. 행정명령은 단순히 행정 부서의 책임자가 그 부서의 요원들에게 내리는 대통령 지시이다.
1900년대 초까지 행정명령은 대부분 공개되지 않고 문서화되지 않았으며, 지시 대상 기관에서만 볼 수 있었다.
이는 미국 국무부가 1907년에 번호 매기기를 도입하면서 바뀌었고, 에이브러햄 링컨 대통령이 1862년 10월 20일에 발표한 미국 행정명령 1호부터 소급 적용되었다. 나중에 "행정명령"으로 알려지게 된 문서들은 링컨이 발표한 "루이지애나에 임시 법원을 설치하는 행정명령"이라는 제목의 명령에서 그 이름을 얻은 것으로 보인다. 이 법원은 남북 전쟁 중 루이지애나주의 군사 점령 기간 동안 운영되었으며, 링컨은 또한 행정명령 1호를 사용하여 찰스 A. 피바디를 판사로 임명하고 법원 관리들의 급여를 지정했다.
해리 S. 트루먼 대통령의 행정명령 10340호는 전국의 제철소들을 연방 통제 하에 두었으나, 이는 1952년 Youngstown Sheet & Tube Co. v. Sawyer, 343 US 579 판결에서 무효로 판명되었다. 그 이유는 이 명령이 의회나 헌법에 의해 제시된 법률을 명확히 하거나 발전시키기보다는 법률을 제정하려 했기 때문이다. 이 판결 이후 대통령들은 일반적으로 새로운 행정명령을 발표할 때 자신들이 행동하는 특정 법률을 인용하는 데 신중을 기했으며, 마찬가지로 대통령들이 행정명령을 발표하는 권한이 헌법에 명시된 권한 내에 있다고 믿을 때에는 단순히 "헌법에 의해 나에게 부여된 권한 하에"라고 선포한다.
1999년 빌 클린턴 대통령의 두 번째 임기 중 코소보 전쟁을 포함하여 전쟁은 행정명령에 따라 수행되었지만, 이러한 모든 전쟁은 의회의 승인 결의도 있었다. 대통령이 의회와 독립적으로 군사력을 행사할 수 있는 범위와 전쟁 권한 결의안의 범위는 아직 해결되지 않은 헌법적 문제로 남아 있지만, 이 결의안이 통과된 이후 모든 대통령은 그 조항을 준수하면서도 자신들이 헌법적으로 그렇게 할 의무는 없다고 주장해왔다.
해리 S. 트루먼은 907개의 행정명령을 발행했으며, 시어도어 루스벨트는 1,081개, 캘빈 쿨리지는 1,203개, 우드로 윌슨은 1,803개의 명령을 내렸다. 프랭클린 D. 루스벨트는 기록적인 3,721개의 행정명령을 내린 것으로 유명하다.
2021년 조 바이든 대통령은 취임 100일 만에 42개의 행정명령을 발령했는데, 이는 해리 S. 트루먼 이후 어떤 대통령보다 많은 수치이다. 그러나 2025년, 도널드 트럼프는 취임 100일 만에 143개의 행정명령을 발령하여 프랭클린 D. 루스벨트의 99개를 뛰어넘어 가장 많은 행정명령을 발령한 대통령이 되었다.

### 프랭클린 루스벨트
1932년 이전에는 논란이 없는 행정명령들이 대통령 서거 시 국가 애도 및 조기 게양과 같은 문제들을 결정했다.
프랭클린 D. 루스벨트 대통령은 1933년 3월 6일에 3,721개 행정명령 중 첫 번째 명령을 발표하여 뱅크 홀리데이를 선포하고 은행의 금화 또는 금괴 방출을 금지했다. 행정명령 6102호는 금화, 금괴 및 금 증서의 사재기를 금지했다. 추가 행정명령은 새로 채굴된 모든 국내 금을 재무부에 납부하도록 요구했다.
행정명령 6581호에 의해 대통령은 미국 수출입은행을 설립했다. 1934년 3월 7일, 그는 국가경제회복위원회 (행정명령 6632호)를 설립했다. 6월 29일, 대통령은 "헌법에 의해 나에게 부여된 권한에 의거하여" 행정명령 6763호를 발표하여 전국노동관계위원회를 설립했다.
1934년, 찰스 에번스 휴스가 미국의 연방 대법원장으로 재직하던 기간(일명 휴스 법원)에 대법원은 국가산업부흥법(NIRA)이 위헌이라고 판결했다. 이에 대통령은 "1935년 긴급구제예산법에 의해 나에게 부여된 권한에 의거하여" 행정명령 7073호를 발표하여, 긴급구제예산법의 조항을 이행하기 위해 NIRA의 기능을 관리할 국가비상대책위원회를 재설립했다. 6월 15일, 그는 행정명령 7075호를 발표하여 NIRA를 폐지하고 국가경제회복국 행정실로 대체했다.
그 후 몇 년 동안 루스벨트는 퇴임하는 대법원 재판관들을 자신의 견해와 더 일치하는 인물들로 교체했다: 휴고 블랙, 스탠리 포먼 리드, 펠릭스 프랭크퍼터, 윌리엄 O. 더글러스, 프랭크 머피, 로버트 H. 잭슨 그리고 제임스 F. 번즈. 역사적으로 조지 워싱턴만이 대법원 임명에 대해 동등하거나 더 큰 영향력을 가졌다 (그는 모든 원년 멤버를 선택했기 때문).
프랭크퍼터, 더글러스, 블랙, 잭슨 판사들은 Youngstown Sheet & Tube Co. 대 Sawyer 사건에서 문제의 행정명령을 무효화함으로써 대통령의 권력을 극적으로 견제했다. 이 사건에서 루스벨트의 후임인 해리 S. 트루먼은 6.25 전쟁 노력을 지원하기 위해 행정명령 10340호로 개인 제철 시설을 압류하도록 명령했는데, 법원은 이 행정명령이 헌법이 대통령에게 부여한 권한 내에 있지 않다고 판결했다.

## 미국 대통령의 행정명령 사용 표
| 대통령                            | 발행 수 | EO no.부터 시작 |
| --------------------------------- | ------- | --------------- |
| 조지 워싱턴                       | 8       | 빈칸            |
| 존 애덤스                         | 1       | 빈칸            |
| 토머스 제퍼슨                     | 4       | 빈칸            |
| 제임스 매디슨                     | 1       | 빈칸            |
| 제임스 먼로                       | 1       | 빈칸            |
| 존 퀸시 애덤스                    | 3       | 빈칸            |
| 앤드루 잭슨                       | 12      | 빈칸            |
| 마틴 밴 뷰런                      | 10      | 빈칸            |
| 윌리엄 헨리 해리슨                | 0       | 빈칸            |
| 존 타일러                         | 17      | 빈칸            |
| 제임스 K. 폴크                    | 18      | 빈칸            |
| 재커리 테일러                     | 5       | 빈칸            |
| 밀러드 필모어                     | 12      | 빈칸            |
| 프랭클린 피어스                   | 35      | 빈칸            |
| 제임스 뷰캐넌                     | 16      | 빈칸            |
| 에이브러햄 링컨                   | 48      | 1               |
| 앤드루 존슨                       | 79      | 3               |
| 율리시스 S. 그랜트                | 217     | 8               |
| 러더퍼드 B. 헤이스                | 92      | 빈칸            |
| 제임스 A. 가필드                  | 6       | 빈칸            |
| 체스터 A. 아서                    | 96      | 21              |
| 그로버 클리블랜드 (1기 임기)      | 113     | 24              |
| 벤저민 해리슨                     | 143     | 28              |
| 그로버 클리블랜드 (2기 임기)      | 140     | 30              |
| 윌리엄 매킨리                     | 185     | 97              |
| 시어도어 루스벨트                 | 1,081   | 141             |
| 윌리엄 하워드 태프트              | 724     | 1051            |
| 우드로 윌슨                       | 1,803   | 1744            |
| 워런 G. 하딩                      | 522     | 3416            |
| 캘빈 쿨리지                       | 1,203   | 3886            |
| 허버트 후버                       | 968     | 5075            |
| 프랭클린 D. 루스벨트              | 3,721   | 6071            |
| 해리 S. 트루먼                    | 907     | 9538            |
| 드와이트 D. 아이젠하워            | 484     | 10432           |
| 존 F. 케네디                      | 214     | 10914           |
| 린든 B. 존슨                      | 325     | 11128           |
| 리처드 닉슨                       | 346     | 11452           |
| 제럴드 R. 포드                    | 169     | 11798           |
| 지미 카터                         | 320     | 11967           |
| 로널드 레이건                     | 381     | 12287           |
| 조지 H. W. 부시                   | 166     | 12668           |
| 빌 클린턴                         | 364     | 12834           |
| 조지 W. 부시                      | 291     | 13198           |
| 버락 오바마                       | 276     | 13489           |
| 도널드 트럼프 (1기 임기)          | 220     | 13765           |
| 조 바이든                         | 162     | 13985           |
| 도널드 트럼프 (2기 임기) (재임자) | 191     | 14147           |

1. ↑  2025년 8월 14일 기준.

## 반응
해리 S. 트루먼 대통령 하의 군대의 인종 통합을 포함하여 광범위한 영향을 미치는 주요 정책 변경이 행정명령에 의해 시행되었다.
행정명령의 두 가지 극단적인 예는 프랭클린 루스벨트의 행정명령 6102호 "미국 대륙 내 금화, 금괴 및 금 증서의 사재기 금지"와 백악관 행정명령 9066호로, 군사 지역의 모든 사람들을 제거할 수 있는 군사 권한을 위임한 것이다(이는 특정 지역의 일본계 미국인, 비시민권자 독일인, 비시민권자 이탈리아인을 대상으로 사용되었다). 이 명령은 나중에 존 L. 드윗 장군에게 위임되었고, 이로 인해 제2차 세계 대전 기간 동안 서해안의 모든 일본계 미국인들이 특별히 건설된 열 개의 수용소에 수용되었다.
조지 W. 부시 대통령은 2001년 행정명령 13233호를 발령하여 전직 대통령의 문서에 대한 대중의 접근을 제한했다. 이 명령은 미국 기록보관인 협회와 다른 단체들로부터 비판을 받았는데, 이들은 이 명령이 "USC 2201-07조에 명확히 명시된 대통령 문서 접근에 관한 기존 미국 법의 정신과 조항을 모두 위반하며", "우리 국가의 바로 그 근본 중 하나를 잠재적으로 훼손할 수 있다"고 주장했다. 버락 오바마 대통령은 2009년 1월 행정명령 13233호를 폐지했다.

### 법적 분쟁
1935년, 대법원은 프랭클린 루스벨트의 행정명령 중 5개(6199, 6204, 6256, 6284a, 6855)를 뒤집었다.
행정명령 12954호는 빌 클린턴 대통령이 1995년에 발령한 것으로, 연방 정부가 파업파괴자를 고용한 조직과 계약하는 것을 막으려 했지만, 연방 항소법원은 이 명령이 전국노동관계법과 충돌한다고 판결하여 명령을 뒤집었다.
의회는 행정명령을 무효화하는 법안을 통과시켜 행정명령을 뒤집을 수 있으며, 또한 명령에 포함된 특정 정책 조치를 수행하는 데 필요한 자금을 제공하는 것을 거부하거나 정책 메커니즘을 합법화하는 것을 거부할 수도 있다.
전자의 경우, 대통령은 그러한 결정에 대한 거부권을 유지한다. 그러나 의회는 3분의 2 다수결로 거부권을 뒤집어 행정명령을 종결시킬 수 있다. 행정명령에 대한 의회의 뒤집기는 거의 불가능한 일이라고 주장되어 왔다. 이는 필요한 초다수결 투표와 그러한 투표가 개별 의원들을 정치적 비난에 취약하게 만든다는 사실 때문이다.
2014년 7월 30일, 미국 하원은 존 베이너 하원 의장이 버락 오바마 대통령을 상대로 환자보호 및 부담적정보험법 ("오바마케어")의 핵심 조항을 독자적으로 변경하여 자신의 행정 권한을 초과했다는 주장에 대해 소송을 제기하도록 승인하는 결의안을 통과시켰다 공화당 의원들이 반대했던 "건강보험법의 부적절한 집행"에 대한 주장 때문이었다. 특히 공화당은 "버락 오바마 행정부가 법의 일부, 특히 건강보험 보장을 제공하지 않는 고용주에 대한 의무 조항을 지연시킨 것"에 이의를 제기했다. 소송은 2014년 11월 21일 컬럼비아 특별구 미국 지방법원에 제기되었다.
도널드 트럼프 대통령의 국외 테러리스트의 미국 입국으로부터 국가 보호 행정명령의 일부는 영주권자를 포함한 7개 무슬림 다수 국가 시민의 미국 입국을 일시적으로 금지하는 내용이었는데, 2017년 1월 28일 연방 법원에 의해 집행이 중단되었다. 그러나 2018년 6월 26일, 미국 대법원은 Trump v. Hawaii에서 하급 법원의 명령을 뒤집고 행정명령이 대통령의 헌법적 권한 내에 있음을 확인했다.
대통령이 독립 연방 기관에 대한 정책을 설정하기 위해 행정명령을 사용할 수 있는 권한의 범위는 논란이 되고 있다. 많은 명령이 독립 기관을 명시적으로 제외하지만, 일부는 그렇지 않다. 행정명령 12866호는 특히 논란이 되는 문제였다; 이 명령은 특정 규제 조치에 대해 비용-편익 분석을 요구한다.

## 주 행정명령
주 주지사가 내린 행정명령은 주 의회가 통과시킨 법률과 같지 않다. 주 행정명령은 일반적으로 주지사의 기존 헌법적 또는 법적 권한에 기반하며, 효력을 발휘하기 위해 주 의회의 어떤 조치도 필요하지 않다.
행정명령은 예를 들어, 주 의회가 회기 중이 아닐 때 주 정부에 예산 삭감을 요구할 수 있으며, 경제 상황이 경기후퇴로 악화되어 예산 승인 시 예상했던 것보다 세입이 감소할 수 있다. 주 헌법에 따라 주지사는 각 관청이 예산을 몇 퍼센트 줄여야 하는지 명시할 수 있으며, 이미 특히 자금이 부족하거나 장기적인 지출(예: 자본 지출)을 나중 회계 연도로 미룰 수 없는 기관들은 제외할 수 있다. 주지사는 또한 의회를 특별 회기로 소집할 수도 있다.
주지사의 행정명령에는 다른 용도도 있다. 예를 들어 2007년에 조지아 주지사 소니 퍼듀는 심각한 가뭄 동안 주 정부의 모든 기관에 물 사용량을 줄이도록 행정명령을 내렸다. 그 군의 수도 시스템에도 같은 요구가 있었지만, 이 명령이 법적 효력을 가질지는 불분명했다.

## 대통령 포고
정치 전문가 필립 J. 쿠퍼에 따르면, 대통령 포고는 "상태를 명시하고, 법률을 선언하며 복종을 요구하고, 사건을 인정하거나 (법률상의 상황이 실현되었음을 인정함으로써) 법률의 시행을 촉발한다"고 한다. 대통령은 법적 또는 경제적 진실이 되는 상황이나 조건에 대한 상황을 정의한다. 이러한 명령은 행정명령과 동일한 법적 효력을 가지며, 차이점은 행정명령이 정부 내부를 대상으로 하는 반면, 포고는 정부 외부를 대상으로 한다는 점이다.
이러한 선언의 행정적 중요성은 종종 의회 법령에 의해 특별히 승인되어 "위임된 일방적 권한"이 되기 때문에 유지된다. 대통령 선언은 대부분 의례적이거나 상징적인 성격이라는 인식 때문에 정책 수립을 위한 실용적인 대통령 도구로 간주되지 않는 경우가 많다. 그러나 대통령 선언의 법적 무게는 대통령 통치에 대한 그 중요성을 시사한다.

## 다른 나라
많은 국가에서 행정명령을 위한 메커니즘을 가지고 있지만, 그 형태, 범위 및 법적 근거는 헌법 및 행정 시스템에 따라 다르다.

### 영국
영국에서는 행정 결정이 추밀원칙령으로 발령될 수 있다. 이는 장관의 조언에 따라 군주에 의해 이루어지며, 법적 권한이나 왕실 특권에 근거할 수 있다. 법령에 따라 발령된 명령은 위임 입법으로 기능한다. 특권에 따라 발령된 명령은 일반적으로 해외 영토, 국방 또는 공무원 임명과 같은 사항에 한정된다.

### 캐나다
캐나다는 내각의 조언에 따라 캐나다 총독이 내리는 공식 결정인 추밀원령을 사용한다. 이는 입법을 시행하고, 규제를 승인하며, 공공 임명을 관리하는 데 사용된다. 명령은 제정 법률 또는 특권 권한에 근거할 수 있으며, 사법심사의 대상이 된다.

### 프랑스
프랑스 정부는 프랑스 헌법 제38조에 따라 오르도낭스를 발령할 수 있다. 이는 사전 승인을 받아 행정부가 일반적으로 의회에 유보된 조치를 채택할 수 있도록 한다. 오르도낭스는 즉시 효력을 발휘하지만, 완전한 법적 지위를 유지하기 위해서는 의회의 비준을 받아야 한다. 이는 종종 행정적 또는 경제적 개혁을 가속화하는 데 사용된다.

### 인도
인도 대통령은 의회가 회기 중이 아닐 때 제123조에 따라 조례를 발령할 수 있다. 이 조례는 법적 효력을 가지지만, 재개회 후 6주 이내에 승인되어야 한다. 이는 긴급한 사안을 위한 것이며, 제213조에 따라 주지사도 사용할 수 있다. 대통령은 또한 특정 헌법 조항에 따라 대통령령을 발령할 수 있다. 이는 특정 상황에서 헌법의 일부를 적용, 조정 또는 명확히 하는 데 사용된다.

### 러시아
러시아에서는 대통령이 행정 기관을 지시하고, 임명을 하며, 정책을 시행하기 위해 대통령령(우카즈)을 발령할 수 있다. 대통령령은 헌법 또는 연방법과 충돌하지 않는 한 법적 효력을 가진다.

## 같이 보기
- 법령
- 위임 입법
- 미국 연방 행정명령 목록
- 군사 선포
- 추밀원칙령
- 오르도낭스
- 대통령 결정
- 대통령 지시
- 프레지덴셜 메모랜덤
- 대통령 포고
- 서명 선언문 (미국)
- 대통령령 (러시아)

## 더 읽어보기
- Bush, Ann M., "Executive Disorder: The Subversion of the United States Supreme Court, 1914-1940" [Amazon], 2010.
- Mayer, Kenneth R., With the Stroke of a Pen: Executive Orders and Presidential Power, Princeton University Press, 2002.
- Warber, Adam L., Executive Orders and the Modern Presidency: Legislating from the Oval Office, Lynne Rienner Publishers, 2006.